# جيم كرامر
جيم كرامر (بالإنجليزية: Jim Kramer)‏ هو لاعب السكرابل ‏ أمريكي، ولد في 1958.